# Dan Carpenter
Daniel Roy "Dan" Carpenter (født 25. november 1985 i Omaha, Nebraska, USA) er en amerikansk footballspiller, der spiller i NFL som place kicker for Buffalo Bills. Han kom ind i ligaen i 2008, efter at have haft en succesfuld karriere i college football. Tidligere har han repræsenteret Miami Dolphins.

## Klubber
- 2008-2012: Miami Dolphins
- 2013- Buffalo Bills